# Eparhie
În bisericile creștine răsăritene, eparhia este o unitate administrativ-teritorială condusă de un episcop. Ierarhii cu grade superioare (arhiepiscopi, mitropoliți, patriarhi), au de asemenea în directa subordonare o eparhie, exercitând pentru ea rolul de episcop. 